# Competizioni di pallanuoto in Europa

## Belgio
| Competizione              | Prima divisione | Seconda divisione | Terza divisione | Quarta divisione | Quinta divisione |
| Campionato belga maschile | Division I      | Division II       | Division III    | Division VI      | -                |
| Coppa del Belgio maschile | -               | -                 | -               | -                | -                |

## Cecoslovacchia
| Competizione                     | Prima divisione | Seconda divisione | Terza divisione | Quarta divisione | Quinta divisione |
| Campionato cecoslovacco maschile | -               | -                 | -               | -                | -                |

## Croazia
| Competizione                | Prima divisione | Seconda divisione | Terza divisione | Quarta divisione | Quinta divisione |
| Campionato croato maschile  | 1. Liga         | 1. B Liga         | 2. Liga         | 3. Liga          | -                |
| Campionato croato femminile | 1. Liga         | -                 | -               | -                | -                |
| Kup Hrvatske maschile       | -               | -                 | -               | -                | -                |

## Francia
| Competizione                  | Prima divisione                            | Seconda divisione | Terza divisione | Quarta divisione | Quinta divisione |
| Campionato francese maschile  | Campionato francese maschile di pallanuoto | Championnat N1    | Championnat N2A | Championnat N2B  | Championnat N3   |
| Campionato francese femminile | Championnat N1                             | Championnat N2    | -               | -                | -                |
| Coupe de France maschile      | -                                          | -                 | -               | -                | -                |
| Coupe de France femminile     | -                                          | -                 | -               | -                | -                |

## Germania
| Competizione                        | Prima divisione          | Seconda divisione | Terza divisione | Quarta divisione | Quinta divisione |
| Campionato tedesco maschile         | Deutsche Wasserball-Liga | -                 | -               | -                | -                |
| Campionato tedesco femminile        | Deutsche Wasserball-Liga | -                 | -               | -                | -                |
| D. Wasserball-Pokalsieger maschile  | -                        | -                 | -               | -                | -                |
| D. Wasserball-Pokalsieger femminile | -                        | -                 | -               | -                | -                |

## Grecia
| Competizione               | Prima divisione | Seconda divisione | Terza divisione | Quarta divisione | Quinta divisione |
| Campionato greco maschile  | A1 Ethniki      | -                 | -               | -                | -                |
| Campionato greco femminile | A Ethniki       | -                 | -               | -                | -                |

## Italia
| Competizione                  | Prima divisione | Seconda divisione | Terza divisione | Quarta divisione | Quinta divisione |
| Campionato italiano maschile  | Serie A1        | Serie A2          | Serie B         | Serie C          | Promozione       |
| Campionato italiano femminile | Serie A1        | Serie A2          | Serie B         | Serie C          | -                |
| Coppa Italia maschile         | -               | -                 | -               | -                | -                |

## Malta
| Competizione                | Prima divisione | Seconda divisione | Terza divisione | Quarta divisione | Quinta divisione |
| Campionato maltese maschile | Division I      | Division II       | -               | -                | -                |
| President's Cup maschile    | -               | -                 | -               | -                | -                |

## Jugoslavia
| Competizione                   | Prima divisione | Seconda divisione | Terza divisione | Quarta divisione | Quinta divisione |
| Campionato jugoslavo maschile  | -               | -                 | -               | -                | -                |
| Campionato jugoslavo femminile | -               | -                 | -               | -                | -                |

## Montenegro
| Competizione                 | Prima divisione | Seconda divisione | Terza divisione | Quarta divisione | Quinta divisione |
| Campionato monten. maschile  | 1. Liga         | 2. Liga           | -               | -                | -                |
| Campionato monten. femminile | -               | -                 | -               | -                | -                |
| Crnogorski vaterpolski kup   | -               | -                 | -               | -                | -                |

## Romania
| Competizione                | Prima divisione | Seconda divisione | Terza divisione | Quarta divisione | Quinta divisione |
| Campionato rumeno maschile  | Superliga       | -                 | -               | -                | -                |
| Campionato rumeno femminile | -               | -                 | -               | -                | -                |
| Cupa României maschile      | -               | -                 | -               | -                | -                |

## Serbia
| Competizione               | Prima divisione | Seconda divisione | Terza divisione | Quarta divisione | Quinta divisione |
| Campionato serbo maschile  | Prva A liga     | Prva B liga       | -               | -                | -                |
| Campionato serbo femminile | Prva A liga     | -                 | -               | -                | -                |

## Serbia-Montenegro
| Competizione                    | Prima divisione | Seconda divisione | Terza divisione | Quarta divisione | Quinta divisione |
| Campionato serbo-mont. maschile | -               | -                 | -               | -                | -                |

## Spagna
| Competizione                  | Prima divisione   | Seconda divisione | Terza divisione  | Quarta divisione | Quinta divisione |
| Campionato spagnolo maschile  | División de Honor | Primera División  | Segunda División | -                | -                |
| Campionato spagnolo femminile | División de Honor | -                 | -                | -                | -                |
| Copa del Rey                  | -                 | -                 | -                | -                | -                |
| Copa de la Reina              | -                 | -                 | -                | -                | -                |
| Supercopa de España maschile  | -                 | -                 | -                | -                | -                |
| Supercopa de España femminile | -                 | -                 | -                | -                | -                |

## Ungheria
| Competizione                   | Prima divisione | Seconda divisione | Terza divisione | Quarta divisione | Quinta divisione |
| Campionato ungherese maschile  | -               | -                 | -               | -                | -                |
| Campionato ungherese femminile | -               | -                 | -               | -                | -                |